# Clematis orbiculata
Clematis orbiculata är en ranunkelväxtart som beskrevs av D.S. Correll. Clematis orbiculata ingår i släktet klematisar, och familjen ranunkelväxter. Inga underarter finns listade i Catalogue of Life.